# Sodalitas Literaria Argentinensis
La Sodalitas Literaria Argentinensis (Société littéraire de Strasbourg) est une société littéraire humaniste fondée par Jacques Wimpfeling, Sébastien Brant et Jean Geiler de Kaysersberg en 1510. Il s'agit de la première société littéraire créée en Alsace.

## Histoire
C’est sur l'initiative de Jacques Wimpfeling que la Sodalitas Literaria fut fondée en 1510 à Strasbourg afin de promouvoir notamment les lettres classiques auprès de leurs contemporains. Cette société, dont le nom fait référence aux sodalités romaines, qui étaient des associations politiques ou religieuses, a été créée à l'image de l’académie platonicienne, probablement sur le modèle du groupe Sodalitas Literaria Rhenania créé par Conrad Celtis à Heidelberg. Elle regroupait de jeunes penseurs humanistes, laïcs ou clercs, désirant cultiver et diffuser les textes des auteurs de l’Antiquité, mais aussi les écrits des humanistes et la littérature en langue vernaculaire. Son but était également de dénoncer les dysfonctionnements de la société de l’époque. Brandt et Wimpfeling souhaitaient particulièrement la réforme de l’Église par la formation des chrétiens.
Jusqu’à la fin du XVe siècle, les imprimeurs strasbourgeois consacraient la plus grande part de leur activité à l’impression d’ouvrages religieux. La Sodalitas Literaria bouleverse ces pratiques. Les imprimeurs Mathias Schürer et Jean Scott mettent leurs presses au service de l’Humanisme et publient par exemple des éditions soignées de textes anciens. Ils réimpriment sans cesse de nouvelles éditions des œuvres d'Érasme et publient les textes écrits par les membres de la Sodalitas Literaria, que ce soient des manuels, des commentaires ou bien des œuvres plus littéraires (on peut penser au Narrenschiff de Sébastien Brant qui connut un succès énorme pour l’époque ou aux pamphlets de Murner).
En 1514, la société invita Érasme à venir visiter Strasbourg lors de son séjour à Bâle, ce qu'il fit. On sait grâce à la correspondance que Jacques Wimpfeling entretenait avec Érasme que celui-ci appréciait les membres de la Sodalitas Literaria de Strasbourg, tout comme par la suite celle de Sélestat, crée également par Wimpfeling en 1515.
L’aura de la société s'estompe au XVIe siècle, probablement du fait de son refus de passer à la Réforme protestante lorsqu’elle fut proclamée à Strasbourg et du départ de Wimpfeling pour Sélestat. La première génération d’humanistes, qui formait le socle de cette société, était fermement contre Luther, non pas à cause de ses idées mais plutôt en raison des dissensions que ses 95 thèses provoquaient au sein de l’Église. Les membres de la Sodalitas Literaria souhaitaient des réformes, non un schisme. Cependant, la deuxième génération accueillit favorablement la Réforme, probablement parce qu’ils étaient habitués à la critique de l’Église faite par leurs maîtres, ce qui fit dire à Jacques Sturm, lorsque Wimpfeling lui reprocha aigrement de se tourner vers l’«hérésie», que c'était à lui qu'il le devait.

## Membres célèbres
- Jacques Wimpfeling
- Sébastien Brant
- Jean Geiler de Kaysersberg
- Beatus Rhenanus
- Ottmar Nachtgall dit Luscinius
- Jacques Sturm

On connaît une douzaine de membres, notamment grâce à une lettre de Wimpfeling à Érasme.